# Sânpaul, Mureș
Sânpaul là một xã thuộc hạt Mureș, România. Dân số thời điểm năm 2002 là 4022 người.